# Matt Uelmen
Matt Uelmen (* 31. července 1973 Kalifornie) je skladatelem.
Po čtyřměsíčním úsilí byl roku 1994 zaměstnán v herním vývojářském studiu Condor (pozdější Blizzard North).
První hrou na které pracoval byla Justice League Task Force, pro kterou složil hudbu i vytvořil zvukové efekty.
Nejvíce je však znám svou prací v Blizzard North na hrách ze série Diablo (mimo Hellfire, které nevyvinul Blizzard North, ale Synergistic Software), za kterou byl oceněn cenou Excellence in Audio na IGDA v roce 2001. Pracoval také jako zvukař pro StarCraft. Z nedávné doby je autorem hudby pro oblast Outland z datadisku World Of Warcraft: The Burning Crusade. Byla to také jeho poslední hra před odchodem z Blizzard Entertainment. V poslední době se věnoval práci na hudbě pro tituly Torchlight a Torchlight II ve vývojářském studiu Runic Games.

## Život
Matt vyrůstal v South Bay Los Angeles. Ačkoli umí hrát na více nástrojů, včetně bicích, flétny, kytary a kláves, své hudební dovednosti získal ponejvíce ze svých každotýdenních lekcí ve hře na klavír v dětství.

## Díla
- Hob (září 2017), Runic Games
- Torchlight II (září 2012), Runic Games
- Torchlight (říjen 2009), Runic Games
- World of Warcraft: The Burning Crusade (2007), Blizzard Entertainment
- Diablo II: Lord of Destruction (2001), Blizzard Entertainment
- Diablo II (2000), Blizzard Entertainment
- StarCraft (1998), Blizzard Entertainment
- Diablo (1997), Blizzard Entertainment
- Justice League Task Force (1995), Acclaim Entertainment, Inc.